# Andreas Pruys
Andreas Pruys (geboren in Kleve) ist ein deutscher Sänger der Stimmlage Bass.

## Leben
Andreas Pruys studierte Gesang und Kirchenmusik an der Folkwanghochschule in Essen. Er arbeitete einige Jahre als Kirchenmusiker und Leiter der Musikschule in Emmerich. Seit 2001 ist er Mitglied im NDR Chor.
Pruys wirkte als Solist in Oratorien-Konzerten, vor allem sang er die Christusworte in den Passionen von Johann Sebastian Bach. 2007 unternahm er eine Konzertreise mit dem Flensburger Bach-Chor und sang Bachs h-Moll-Messe in der Leipziger Thomaskirche, der Dresdner Kreuzkirche und der Franziskanerkirche in Krakau. 2008 sang er die Christusworte in Bachs Johannes-Passion in der Philharmonie Luxembourg, mit Christoph Prégardien als Evangelist, Katharine Fuge, Robin Blaze, Peter Kooij, dem Chor Arsys Bourgogne und dem Concerto Köln, geleitet von Pierre Cao. Er wirkte im deSingel kunstcampus, Antwerpen, in einem Konzert mit der Sinfonia espansiva von Carl Nielsen und Chorale von Magnus Lindberg mit, geleitet von Eivand Aadland. 2008 sang er Beethovens C-Dur-Messe und Bruckners Te Deum mit dem NDR Sinfonieorchester zur Wiedereinweihung der Hamburger Domkirche St. Marien. 2009 sang er die Christusworte in Bachs Matthäus-Passion in St. Martin, Idstein, mit Ulrich Cordes als Evangelist und Klaus Mertens in den anderen Bass-Partien. 2009 sang er Haydns Die Schöpfung mit Elisabeth Scholl, Daniel Sans und der Neuen Rheingauer Kantorei im Rheingauer Dom in Geisenheim und in der Basilika von Schloss Johannisberg. 2010 sang er die Christusworte der Johannes-Passion im Trierer Dom und in St. Martin, Idstein, das Bass-Solo in Verdis Messa da Requiem.
1996 nahm Andreas Pruys Johann Rosenmüllers Vespro della beata Vergine auf als Mitglied des Ensembles Canticum, mit Cantus Cölln und Concerto Palatino, geleitet von Konrad Junghänel. 2010 wirkte Andreas Pruys mit im Projekt Robert Schumann: Sammlung von Musik-Stücken alter und neuer Zeit, das von Radio Bremen initiiert wurde und zu einer Sendereihe und CDs führte. Künstler wie Veronika Winter und Jan Kobow führten die 70 Kompositionen auf, die Schumann der Zeitung Neue Zeitschrift für Musik zwischen 1838 und 1841 beigefügt hatte.